# ژوزه موزینیو
ژوزه موزینیو (پرتغالی: José Mouzinho; ۲۷ دسامبر ۱۸۸۵ – ۸ اوت ۱۹۶۵) سوارکار اهل پرتغال بود.